# Gamasiphis lenifornicatus
Gamasiphis lenifornicatus är en spindeldjursart som beskrevs av Lee 1973. Gamasiphis lenifornicatus ingår i släktet Gamasiphis och familjen Ologamasidae. Inga underarter finns listade i Catalogue of Life.